# Kinesisk sångare
Kinesisk sångare (Phylloscopus yunnanensis) är en fågel i familjen lövsångare inom ordningen tättingar. Som namnet avslöjar är den endemisk för Kina, där den häckar i bergstrakter. Beståndet anses vara livskraftigt.

## Utseende och läten
Kinesisk sångare är en liten (9-10 cm) lövsångare. Den är mycket lik himalayasångare (Phylloscopus chloronotus), men denna verkar något mindre, mindre utsträckt, med mer rundat huvud och kortare, knubbigare näbb. Hjässbandet hos kinesisk sångare är också mycket svagt förutom längst bak på hjässan där en kontrasterande blek fläck syns. Ögonstrecket är blekare och slutar tvärt, olikt sydlig kungsfågelsångare där ögonstrecket istället uppvisar en tydlig "krok". Vidare saknar armpennorna hos kinesisk sångare mörk bas. Sången är mycket distinkt, ett mekaniskt och något kärvt "tsiridi-tsiridi-tsiridi-tsiridi".

## Utbredning och systematik
Kinesisk sångare förekommer i bergstrakter i centrala Kina (Sichuan, Liaoning och Shanxi). Vintertid flyttar den till Sydostasien. Den behandlas som monotypisk, det vill säga att den inte delas in i några underarter.
Den beskrevs som en ny art 1992 under det vetenskapliga namnet Phylloscopus sichuanensis, men senare studier visar att formen yunnanensis hade prioritet. Denna beskrevs i sig som en ny art 1922 men synonymiserades med taxonet chloronotus, idag himalayasångare men vid den tiden behandlad som en underart till kungsfågelsångare (P. proregulus). Studier visar dock att yunnanensis utgör en god art, med betydande skillnader i läten, häckningsbiologi och utseende.

### Släktestillhörighet
Arten placeras vanligen i släktet Phylloscopus, men vissa auktoriteter bryter ut kinesisk sångare med släktingar, bland annat tajgasångare och kungsfågelsångare, till ett eget släkte, Abrornis.

### Familjetillhörighet
Lövsångarna behandlades tidigare som en del av den stora familjen sångare (Sylviidae). Genetiska studier har dock visat att sångarna inte är varandras närmaste släktingar. Istället är de en del av en klad som även omfattar timalior, lärkor, bulbyler, stjärtmesar och svalor. Idag delas därför Sylviidae upp i ett antal familjer, däribland Phylloscopidae. Lövsångarnas närmaste släktingar är familjerna cettior (Cettiidae), stjärtmesar (Aegithalidae) samt den nyligen urskilda afrikanska familjen hylior (Hyliidae).

## Levnadssätt
Kinesisk sångare häckar i bergstrakter på mellan 1000 och 2800 meters höjd, huvudsakligen i rätt lågväxande ungskog av lövträd. Den födosöker både i trädtaket och lågt i vegetationen genom att ryttla och göra flugsnapparlika utfall, på jakt efter insekter, även om närmare studier av dess föda inte har gjorts. Häckningsbiologin är dåligt känd. Den hävdar revir från mitten av april men huvudsakligen i början och mitten av maj. Ägg har påträffats i andra halvan av juni.

## Status och hot
Arten har ett stort utbredningsområde och en stor population med stabil utveckling och tros inte vara utsatt för något substantiellt hot. Utifrån dessa kriterier kategoriserar internationella naturvårdsunionen IUCN arten som livskraftig (LC). Världspopulationen har inte uppskattats men den beskrivs som lokalt mycket vanlig i sitt häckningsområde och lokalt ganska vanlig i Thailand där den övervintrar.